# Isocrates
Isocrates (Grieks: Ἰσοκράτης) (436-338 v.Chr.) was een van de grote Atheense redenaars.

## Levensloop
Hij werd geboren in Attika als zoon van een rijk fabrikant-handelaar in blaasinstrumenten. In zijn jeugdjaren onderging hij de invloed van de Sofisten, en was hij leerling van onder meer Prodicus en Gorgias. Aanvankelijk vestigde hij zich als logograaf (= "advocaat" die tegen betaling redevoeringen en pleidooien schreef voor anderen) in Athene, omdat de Peloponnesische Oorlog zijn vader had geruïneerd, en hij ondervond dat zijn zwakke stem en zijn nervositeit hem niet in staat stelden als advocaat aan de bak te komen. Maar enkele jaren later concentreerde hij zich op het onderwijs in welsprekendheid. Hij stichtte in 393 v.Chr. te Athene zijn eigen retorenschool, en bleef er een gewaardeerd docent tot in 351 v.Chr. Hier kon hij zijn opvoedingsproject ten volle realiseren: zijn voornaamste visie was, dat algemene geestelijke vorming slechts door studie der retoriek verkregen kon worden. Zijn school verwierf een grote reputatie in de Griekstalige wereld, want de lessen reikten verder dan de theoretische en praktische welsprekendheid. Hij integreerde in het programma ook lessen in politiek en moraal. Omwille van zijn opvoedingsproject kwam hij ook weleens in aanvaring met Plato, die slechts met minachting sprak over de welsprekendheid. Over Isocrates’ succes getuigt Cicero als volgt in zijn De Oratore: "Isocratis e ludo tamquam ex aequo Trojano meri principes exierunt." ("Uit de school van Isocrates kwamen net als uit het paard van Troje enkel vorsten.")
In zijn latere jaren, vanaf 351, mengde hij zich ook in de politiek. Hij verzorgde allerlei publicaties waarin zijn politieke opvattingen naar voren treden, maar het openbare optreden in de volksvergadering lag hem niet. Isocrates was op zijn manier patriottistisch, maar de grenzen van zijn eigen polis waren hem te eng: hij gaf eerder blijk van panhelleense gezindheid, en zag in, dat de verdeeldheid der Grieken moest leiden tot hun ondergang tegenover het nog steeds machtige Perzië. Uiteindelijk meende hij in Philippus II van Macedonië de redder der Grieken te kunnen begroeten, een man die de vroegere grootheid kon herstellen en in hellenistische geest de verdeelde Griekse staatjes kon bundelen tegen erfvijand Perzië.
Enkele dagen na de Slag bij Chaeronea (338 v.Chr.) maakte Isocrates een eind aan zijn leven.

## Belangrijkste werken

Isokratous Apanta, 1570

- In 390 publiceerde Isocrates zijn werk Tegen de Sofisten, waarin hij de opvoedingsmethoden van de Sofisten aanviel, omdat hij vond dat de meesten van hen oneerlijk waren en méér beloofden dan zij echt konden geven.
- Beroemd is Isocrates' Panegyricus (380 v.Chr.), een fictieve feestrede voor het verzamelde Griekse volk, een model van hogere welsprekendheid, waaraan hij naar verluidt tien jaar zou gewerkt hebben. Hierin verdedigt hij de idee van een eengemaakt Griekenland onder Atheense leiding. Hij ensceneert de redevoering alsof ze voor de verzamelde Grieken werd uitgesproken tijdens de Olympiade van 380.
- In de Areopagiticus (ca. 355 v.Chr.) stelt hij voor de oude machtspositie van de Areopagus te herstellen om aldus de degeneratie van de Atheense democratie een halt toe te roepen.
- De Philippus is een open brief aan de Macedonische koning, waarin Isocrates deze oproept om als Helleen en afstammeling van Herakles Griekenland tegen de barbaren te beschermen.

## Historische betekenis
Als taalkunstenaar werd Isocrates in de oudheid hoog aangeslagen. Hij wordt nog steeds beschouwd als degene die het Attische kunstproza heeft vervolmaakt. Zijn heldere volzinnen worden tot geraffineerde taalkunst, door het aanwenden van een fraai prozaritme en een beheerst gebruik van stijlfiguren. Daarom gold hij voor de latere Grieken, en meer nog voor de Romeinen (onder meer Cicero), als hét model bij uitstek voor het literaire proza, en als de auteur die samen met Plato het proza tot een gelijkwaardige partner van de poëzie had verheven. Omdat in zijn werk de vorm primeert op de inhoud, vertoont het echter ook de eerste sporen van de vervlakking en de verstarring die naderhand de gehele Griekse prozaliteratuur zal aantasten.
 Als pedagoog stelde hij de opleiding tot redenaar in dienst van hoge morele waarden, beschaving en praktische levenswijsheid. Zijn visie op de belangrijke plaats van de redekunst in onderwijs en opvoeding hebben grotendeels het wezen van de klassieke Europese school bepaald tot op de dag van vandaag. Isocrates is vaak gezien als de grondlegger van het liberal arts-onderwijs, d.i. algemeen vormend onderwijs (enkyklios paideaia in het Grieks, waar ons woord 'encyclopedie' vandaan komt.) 
 Schoolopstel en proefwerk mogen gerust als uitvindingen van Isocrates gezien worden.
 Als politicus ten slotte had hij, over de grenzen van de stadstaat heen, enkel oog voor het nationale belang van geheel Griekenland, en zijn vertrouwen in de goede bedoelingen van Philippus II van Macedonië getuigt van naïviteit. Toch heeft de geschiedenis Isocrates gelijk gegeven, en aldus is hij de voorloper van de nieuwe tijd die aanbrak met het optreden van Alexander de Grote, en die definitief een einde maakte aan het particularisme van de Griekse stadstaten.

## In Nederlandse vertaling
- Monument van mijn denken. Isocrates. Brieven en redevoeringen, vert. Jeroen Bons, 2016. ISBN 9789065545770

Aeschines · Andocides · Antiphon · Demosthenes · Dinarchus · Hyperides · Isaeus · Isocrates · Lycurgus · Lysias
- Bibsys: 90121320
- Biblioteca Nacional de Chile: 000167246
- Biblioteca Nacional de España: XX869204
- Bibliothèque nationale de France: cb11992002w (data)
- Catàleg d'autoritats de noms i títols de Catalunya: 981058523534306706
- CiNii: DA03368933
- Gemeinsame Normdatei: 118556010
- International Standard Name Identifier: 0000 0001 2128 0716
- Library of Congress Control Number: n78080925
- Bibliotheek van het Japanse parlement: 00620865
- Nationale Bibliotheek van Tsjechië: jn19981001528
- Nationale bibliotheek van Australië: 35862726
- Nationale Bibliotheek van Israël: 987007291250705171
- Nationale en Universitaire bibliotheek Zagreb: 000239085
- Nederlandse Thesaurus van Auteursnamen: 067667708
- Réseau des bibliothèques de Suisse occidentale: 02-A003412388
- Istituto Centrale per il Catalogo Unico: CFIV061822
- LIBRIS: 63706
- SNAC: w60p2cx4
- Système universitaire de documentation: 027995135
- Trove: 1121145
- Union List of Artist Names: 500337014
- Virtual International Authority File: 36926979
- WorldCat: E39PCjyJrywthgMHMhVvFYYvBP